# 現在才來衝浪海灘
《現在才來衝浪海灘》（日语：いまさらサーフサイド）是夏之管的第56張單曲，於在2015年4月8日推出。

## 簡介
- 夏之管的56張單曲。
- 夏之管30周年紀念第1張的春天單曲。

## 收錄曲目
1. 現在才來衝浪海灘（いまさらサーフサイド）
作詞：前田亘輝　作曲：春畑道哉
2. Blue In Summer（いまさらサーフサイド）
作詞：前田亘輝　作曲：春畑道哉　編曲：夏之管
3. いまさらサーフサイド（Instrumental）